# 우효
우효(OOHYO, 1993년 3월 20일~)는 대한민국의 싱어송라이터이다.
우효는 어린시절을 해외에서 보냈으며, 2014년 5월 15일 EP 앨범 《소녀감성》으로 데뷔했다. 앨범《소녀감성》은 우효가 고등학생일때부터 작업한 곡들을 포함해서 모든 수록곡들을 직접 작사, 작곡했으며 총 8곡중 5곡은 영어곡으로 이루어져 있다.

## 음악 활동
2014년 5월 15일에 발매한 EP앨범 《소녀감성》으로 데뷔했으며 대표곡으로는 Girl Sense(소녀감성 100퍼센트), Vineyard (빈야드)와 Teddy Bear Rises가 수록되어 있다.
2015년 2월에 첫번째 싱글 "금요일 (feat. Philtre)"을 발표하였으며 2015년 10월 7일 첫 정규앨범 어드벤처를 발표했다.
정규앨범 《어드벤처》역시 영어곡과 한국어곡으로 구성하였으며, 일본의 메이저음반회사 중 하나인 Universal Japan를 통해 일본에 정식 발표하였다. 이 앨범은 2016년 제13회 한국대중음악상의 4개부문에 후보로 노미네이트되었다.

2016년 6월 1일 로엔엔터테인먼트 산하 인디레이블인 '(주)문화인'과 전속계약을 체결했다.
2016년 7월 5일 두번째 싱글 "청춘(Youth)"을 발표하였다.
2016년 8월 26일 대한민국 서울 홍대인근에서 열리는 '라이브 클럽 데이'를 통해 처음으로 관객 앞에서 라이브 공연을 선보였다.
2017년 3월 15일 "PIZZA"를 발표하였다.
2017년 5월 30일 "민들레"를 발표하였다.
2017년 6월 24일 비밀의 숲 OST Part 3 "소나기"를 발표하였다.
2018년 1월 2일 "꿀차"를 발표하였다.
2018년 2월 9일, 10일 이틀간 진행되는 대망의 첫 단독콘서트 <현대카드 curated39 우효의 스키캠프>를 개최했다.
2018년 7월 4일 "PAPERCUT"을 발표하였다.
2019년 4월 8일 두번째 정규앨범 <성난 도시로부터 멀리>를 발표하였다.
이 앨범은 제17회 한국대중음악상 "최우수 팝 음반" 부문 후보로 올랐다.
2019년 12월 11일 싱글 "뻔한 치킨"을 발표하였다.
2020년 4월 29일 싱글 "BRAVE"를 전 세계 음악 플랫폼을 통해 동시발표하였다.
2020년 10월 8일 EP앨범 "Silence"를 발표하였다.
2021년 7월 16일 자작시 "사랑니"를 발표하였다.
2021년 9월 27일 첫 CCM 싱글 "새 힘 얻으리(Everlasting God)"를 발표하였다.
2021년 12월 7일 싱글 "당신은 어디에"를 발표하였다.
2021년 12월 17일 커버곡 "Turn your eyes upon jesus"를 발표하였다.
2022년 6월 29일 싱글 "모래"를 발표하였다.
2022년 8월 6일 인천 펜타포트 록페스티벌에 참가하였다.
2023년 6월 21일 "꿀차(부제:돌아온 꿀차)"를 재편곡하여 발표하였다. 기존의 곡과는 다른 스타일의 몽환적인 연주와 우효만의 독특한 음색으로 재탄생하였다.
2023년 7월 4일 동명의 곡을 "Teddy Bear Rise (Summer edition)으로 다시금 리메이크하여 선보였다. 기존의 서정적인 분위기를 탈피한 과감하고 경쾌한 록뮤직으로서 언니네 이발관의 기타리스트 이능룡의 기타 사운드에 힘입어 여름의 분위기를 만끽할 수 있다.
2023년 10월 23일 EP앨범 "돌아온 우효"를 발표하였다.
우효가 직접 프로듀싱에 참여한 이 앨범은 Teddy bear rise, 아마도 우린, 울고 있을 레게 3곡이 편곡되었으며 보석같은 신곡 "내게 사랑 아닌건 주지 않을래(I give you love)를 통해 더욱더 사랑스럽고 풍성해진 우효의 사운드를 만나볼수 있다. 

## 음반 목록
정규
- 2015. 10. 07 : 《어드벤처》
- 2019. 04. 08 : 《성난 도시로부터 멀리》

EP
- 2014. 05. 15 : 《소녀감성》
- 2020. 10. 08 : 《Silence》
- 2023. 10. 23 : 《돌아온 우효》

싱글
- 2015. 02. 16 : 《금요일》
- 2016. 07. 05 : 《청춘》
- 2017. 03. 15 : 《PIZZA》
- 2017. 05. 30 : 《민들레》
- 2017. 06. 24 : 비밀의 숲 OST Part 3 《소나기》
- 2018. 01. 02 : 《꿀차》
- 2018. 07. 04 : 《Papercut》
- 2019. 12. 11 : 《뻔한 치킨》
- 2020. 04. 29 : 《BRAVE》
- 2021. 09. 27 : 《새 힘 얻으리》
- 2021. 12. 07 : 《당신은 어디에》
- 2022. 06. 29 : 《모래》
- 2023. 06. 21 : 《돌아온 꿀차》
- 2023. 07. 04 : 《Teddy Bear Rise Returns》

## 참여 음반
- 2015년
  - '프라이머리' 싱글앨범 [2-1] - 《U》

- 2016년
  - '유승우' EP앨범 [Pit a Pat] - 《선(45.7cm)》
  - '제리케이' 정규4집 [감정노동] - 《콜센터》
  - '피터팬 컴플렉스' 디지털 싱글 《새벽에 든 생각》

- 2017년
  - '비밀의 숲' OST Part.3 《소나기 》

- 2019년
  - 'Bronze 브론즈 (작곡가)' [East Shore] 타이틀곡《With the star》

- 2020년
  - '슬기로운 의사생활' OST Part 11 《사노라면 》

- 2021년
  - 'Space Cowboy 스페이스 카우보이' 《After life》

- 2022년
  - 'SOSEOM'[소섬] 첫 EP앨범 [22] 《반성문 》
  - 'Blossom Club[블로섬 클럽]' 데뷔 EP앨범 [VIRTUALITY]의 《Douce cassette》
  - 'NewJeans 뉴진스'《Ditto》

- 2023년
  - 디즈니플러스 오리지널 시리즈 '사랑이라 말해요' OST Part 4 《Walk Slow》

- 2024년
  - 'Hans[한스]'《BoJack》

## 방송 활동

### 2016년
- 8월 24일 '박지윤의 FM 데이트' - 게스트
- 8월 30일 '요즘은 팟캐스트 시대' - 게스트
- 8월 31일 '송은이, 김숙의 언니네 라디오' - 게스트

### 2018년
- 7월 25일 '설레는 밤, 김예원입니다' - 게스트

### 2020년
- 9월 '2020 삼성전자 갤럭시노트20 마음한줄전'

### 2023년
- 7월 '기아(KIA) 나를 움직이는 힘, 우리'

### 2024년
- 3월 'SBS라디오 애프터클럽' 자고있을레게 - DJ

### 2025년
- 3월 기아(KIA)X우효 '너를 부르고 있어'